# Alex Roe
Pour les articles homonymes, voir Roe.
Alex Roe (né Alexander Michael Roe-Brown), est un acteur britannique né le 9 mai 1990 à Westminster.

## Biographie

### Carrière
Alex Roe commence sa carrière d'acteur à seulement 10 ans, en rejoignant en 2000 la distribution du film d'horreur The Calling pour interpréter Dylan St. Clair.
En 2016, il rejoint la distribution du long-métrage La Cinquième Vague, pour interpréter Evan Walker aux côtés de Chloë Grace Moretz et Nick Robinson. La même année, il décroche l'un des rôles principaux de Le Cercle : Rings, le troisième volet de la saga adaptée des films japonais qui se déroule 13 ans après les événements de Le Cercle 2 : The Ring.
En 2017, il rejoint la distribution principale de la série télévisée Siren aux côtés des actrices Eline Powell et Fola Evans-Akingbola. La série est diffusée sur la chaîne Freeform depuis le 29 mars 2018, dans laquelle il tient le rôle de Ben Pownall.
En 2018, il rejoint la distribution du film Forever My Girl ou il interprète le rôle de Liam Page. Pour le film, il chante plusieurs chansons :
- Don't Water Down My Whiskey,
- Enough,
- Smokin' and Cryin',
- Finally Home avec Abby Ryder Fortson.

## Filmographie

### Cinéma
- 2000 : The Calling de Richard Caesar : Dylan St. Clair
- 2013 : A German Word de Will Webb : Dean (court-métrage)
- 2014 : Sniper 5 : L'Héritage de Don Michael Paul : Reese
- 2016 : La Cinquième Vague de J Blakeson : Evan Walker
- 2017 : Le Cercle - Rings de F. Javier Gutiérrez : Holt
- 2017 : Chaudes nuits d'été de Elijah Bynum : Hunter Strawberry
- 2018 : Forever My Girl de Bethany Ashton Wolf : Liam Page

### Télévision

#### Séries télévisées
- 2005 : The Fugitives : Jay Keaton (7 épisodes)
- 2009 : Jam & Jerusalem : Christopher Martin (1 épisode)
- 2010 : The Cut : Elliott Baden (21 épisodes)
- 2011 : Holby City : Connor Lane (1 épisode)
- 2011 : Doctors : Matt Goonan (1 épisode)
- 2011 : Hollyoaks : Toby (1 épisode)
- 2011 : The Jury : étudiant (1 épisode)
- 2018-2020 : Siren : Ben Pownall (rôle principal)

#### Téléfilms
- 2014 : Unstrung : Luke Holt